# Inurois fletcheri
Inurois fletcheri är en fjärilsart som beskrevs av Inoue 1954. Inurois fletcheri ingår i släktet Inurois och familjen mätare. Inga underarter finns listade i Catalogue of Life.